# Пидмонт
Пи́дмонт (англ. Piedmont, от фр. Piémont — «предгорье») — восточное предгорное плато на востоке США, обрамляющее с востока Аппалачи.

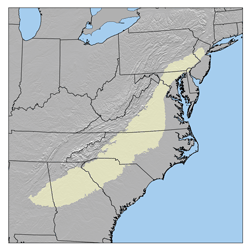
Пидмонт на карте США

Поверхность плато слабохолмистая, высоты увеличиваются от 40 м на Приатлантической низменности на востоке до 400 м на западе, достигая местами 700 м. Имеется региональный уклон на юг. Ширина плато составляет от 50 до 200 км. На восточной окраине плато расположен уступ, при пересечении которого реки образуют водопады, пороги и перекаты (так называемая «Линия водопадов»), частично используемые для получения электроэнергии.
В геологическом отношении Пидмонт представляет собой волнистую остаточную равнину, рельеф которой был сформирован в пределах древней поверхности выравнивания триасового возраста. В основании плато сложено метаморфическими и кристаллическими породами, расчленено густой сетью речных долин. На водораздельных поверхностях выступают многочисленные низкие гранитные купола и гребни.